# Alumbre

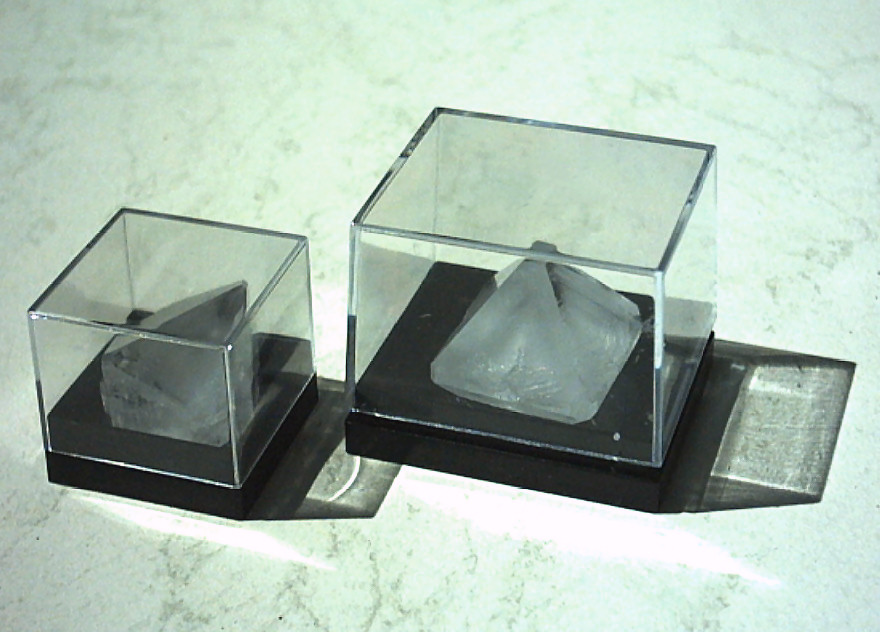
Cristales de alumbre

Se conoce como alumbre a un tipo de sulfato doble compuesto por el sulfato de un metal trivalente, como el aluminio, y otro de un metal monovalente. También se pueden crear dos soluciones: una solución saturada en caliente y una solución saturada en frío. Generalmente se refiere al alumbre potásico KAl(SO4)2·12H2O (o a su equivalente natural, la calinita)
Una característica destacable de los alumbres es que son equimoleculares, porque por cada molécula de sulfato de aluminio hay una molécula de sulfato del otro metal y cristalizan hidratados con 12 moléculas de agua en un sistema cúbico. Se utiliza en las valoraciones  argentométricas, específicamente en el método de Volhard (véase Jacob Volhard) para la determinación de haluros como cloruros.
En la mayoría de las industrias, el nombre "alumbre" (o "alumbre de papelera") se utiliza para referirse al sulfato de aluminio, Al
2(SO
4)
3·nH
2O, que se utiliza para la mayor parte de la floculación industrial: 766  (la variable n es un número entero cuyo tamaño depende de la cantidad de agua absorbida en el alumbre). En medicina, "alumbre" también puede referirse al hidróxido de aluminio gel utilizado como adyuvante vacunal.

## Historia

### Alumbre encontrado en yacimientos arqueológicos
El desierto occidental de Egipto fue una importante fuente de sustitutos del alumbre en la antigüedad. Estas evaporitas eran principalmente FeAl
2(SO
4)
4·22 H
2O, MgAl
2(SO
4)
4·22 H
2O, NaAl(SO
4)
2·6 H
2O, MgSO
4·7H
2O and Al
2(SO
4)
3·17 H
2O.
El antiguo griego Heródoto menciona en Historiasel alumbre egipcio como una mercancía valiosa.
La producción de alumbre potásico a partir de alunita está atestiguada arqueológicamente en la isla Lesbos.
El yacimiento fue abandonado en el siglo VII de nuestra era, pero se remonta al menos al siglo II de nuestra era. El alumbre nativo de la isla de Milo parece haber sido una mezcla principalmente de alunógeno (Al
2(SO
4)
3-17 H
2O) con alumbre potásico y otros sulfatos menores.

### El alumbre en Plinio y Dioscórides
Una descripción detallada de una sustancia llamada alumbre aparece en el Romano de Plinio el Viejo. Historia Natural] de Plinio el Viejo.
Comparando la descripción de Plinio con el relato de la stypteria (στυπτηρία) dado por Dioscórides, es obvio que ambos son idénticos. Plinio nos informa de que una forma de alumen se encontraba de forma natural en la tierra, y la llama salsugoterrae.
Plinio escribió que se distinguían diferentes sustancias con el nombre de alumen, pero todas se caracterizaban por un cierto grado de astringencia, y todas se empleaban en tintorería y medicina. Plinio escribió que existe otro tipo de alumbre que los Griegos llaman schiston, y que "se divide en filamentos de color blanquecino". A partir del nombre schiston y el modo de formación, parece que este tipo era la sal que se forma espontáneamente en ciertos minerales salados, como  pizarra de alumbre y esquisto bituminoso, y consiste principalmente en sulfatos de hierro y aluminio. Un tipo de alumbre era un líquido, que era propenso a ser adulterado; pero cuando era puro tenía la propiedad de ennegrecer cuando se añadía al zumo de granada. Esta propiedad parece caracterizar una solución de sulfato de hierroII en agua; una solución de alumbre ordinario (potásico) no poseería tal propiedad. La contaminación con sulfato de hierro era muy desagradable, ya que oscurecía y opacaba los colores de los tintes. En algunos lugares podía faltar el sulfato de hierro, por lo que la sal sería blanca y resultaría adecuada, según Plinio, para teñir colores brillantes.
Plinio describe otros tipos de alumbre, pero no está claro cuáles son estos minerales. El alumbre de los antiguos, pues, no era siempre alumbre potásico, ni siquiera un sulfato de aluminio alcalino. :  766-767 

### El alumbre descrito en textos medievales
El alumbre y el vitriolo verde (sulfato de hierro) tienen ambos un sabor dulzón y astringente, y sus usos se solapaban. Por lo tanto, a lo largo de la Edad Media, los alquimistas y otros escritores no parecen haber discriminado con precisión las dos sales entre sí. En los escritos de los alquimistas encontramos las palabras misy, sory, y chalcanthum aplicadas a cualquiera de los dos compuestos; y el nombre atramentum sutorium, que cabría esperar que perteneciera exclusivamente al vitriolo verde, aplicado indistintamente a ambos.
El alumbre era el mordiente (sustancia empleada para fijar los tintes en los tejidos) más utilizado en la industria tintorera de la Edad Media islámica. Era el principal producto de exportación de la región del Chad, desde donde se transportaba a los mercados de Egipto y Marruecos, y luego a Europa. Otras fuentes menos importantes se encontraban en Egipto y Yemen.

### Conocimiento moderno del alumbre
A principios de 1700, G.E. Stahl afirmaba que la reacción del ácido sulfúrico con la piedra caliza producía una especie de alumbre.  El error fue pronto corregido por J.H. Pott y A.S. Marggraf, quienes demostraron que la precipitado obtenida cuando se vierte un álcali en una solución de alumbre, a saber, alúmina, es muy diferente de la cal y de la tiza, y es uno de los ingredientes de la arcilla común.  : 41–66 
Marggraf también demostró que se pueden obtener cristales perfectos con propiedades del alumbre disolviendo alúmina en ácido sulfúrico y añadiendo  potasa o amoníaco a la solución concentrada.: 766 : 31-40  En 1767, Torbern Bergman observó la necesidad de sulfatos de potasio o amonio para convertir sulfato de aluminio en alumbre, mientras que el sodio o el calcio no funcionarían. : 766 
La composición del alumbre común fue finalmente determinada por Vauquelin en 1797. Tan pronto como Klaproth descubrió la presencia de potasio en leucita y lepidolita, 
Vauquelin demostró que el alumbre común es una sal doble, compuesta de ácido sulfúrico, alúmina y potasa. En el mismo volumen de la revista, Chaptal publicó el análisis de cuatro tipos diferentes de alumbre, a saber, alumbre romano, alumbre de Levante, alumbre británico y un alumbre fabricado por él mismo, confirmando el resultado de Vauquelin.

## Alumbres relevantes
- alumbre amónico
- alumbre de cromo
- alumbre férrico
- alumbre potásico
- alumbre sódico
- alumbre de cromo y potasio
- alumbre en polvo

Otro tipo de sulfato doble son las eschonitas, y un ejemplo de este tipo de sulfato doble es el más conocido como sal de Mohr.

## Usos

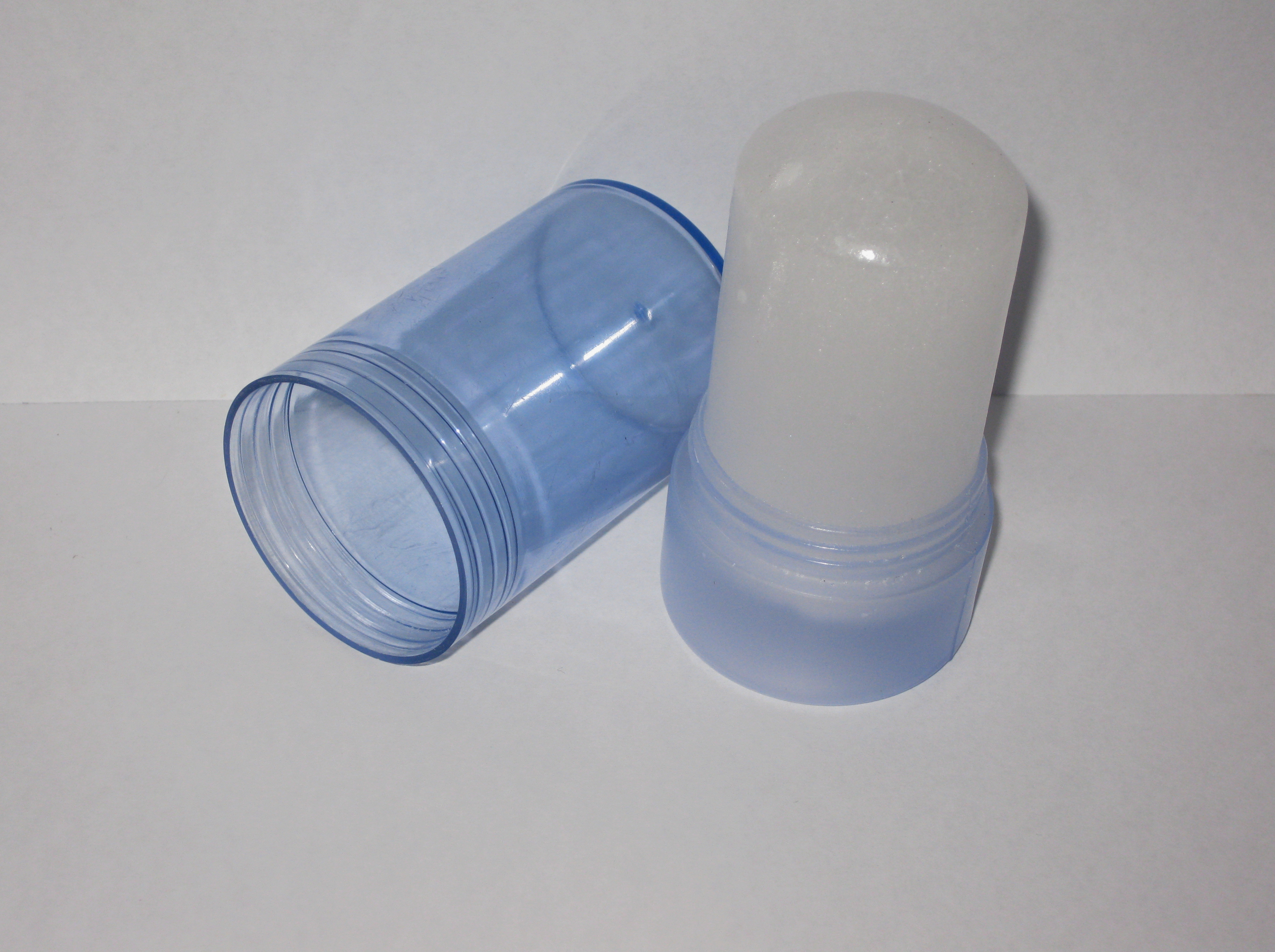
Desodorante de alumbre.

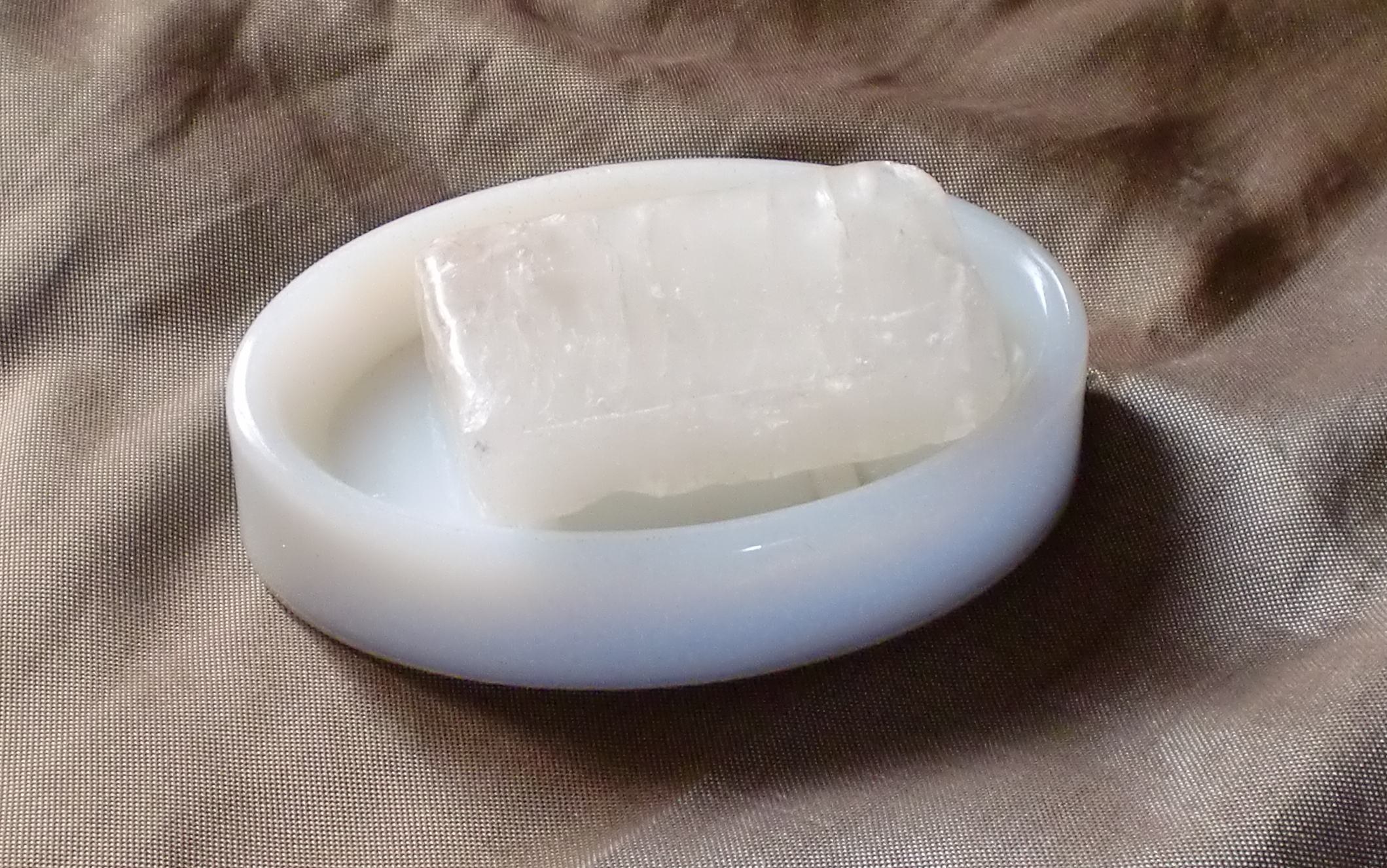
Piedra de alumbre utilizada en peluquería para tratar pequeños cortes.

Los usos del alumbre son innumerables:
- es uno de los principales ingredientes de que se sirven los tintoreros para dar a los colores más brillo y más vivacidad, consolidándolos sobre la estofa o produciendo el mismo efecto que el agua de goma; es una especie de mordiente que fija los colores y los une, impidiendo a las partículas más finas evaporarse; los tintoreros alumbran todas las estofas que quieren teñir, sobre todo en carmesí, sin lo que no reciben bien este color;
- en muchos casos, una corta cantidad de hierro, que ensucia siempre más o menos aún los mejores alumbres, no puede perjudicar los buenos resultados en su aplicación como mordiente pero con frecuencia también este sulfato de hierro es muy de temer, y antes de hacer uso del alumbre es preciso purificarlo por disoluciones y cristalizaciones repelidas: uno de estos casos es el de los hermosos tintes de algodón en rojo de Andrinópoli y en otros colores vivos; porque conviene saber que el algodón es, de todos los tejidos orgánicos, el más sensible a la presencia del hierro;
- a la necesidad de una gran pureza del alumbre para ciertos tintes, para la coloración de los marroquíes, etc., se debe en gran parte a lo menos la preeminencia concedida por tan largo tiempo al alumbre de Roma, y cualquier alumbre bien purificado puede dar los mismos resultados;
- el alumbre impuro, muy cargado de sulfato de hierro, era también muy buscado, principalmente por los curtidores de vaquetas de Moscovia, quienes pretendían que esta variedad daba peso a sus cueros blancos;
- sirve también para obtener casi todas las lacas;
- para preservar las pieles y los forros de ser atacados por los insectos;
- para alumbrar el papel de escribir;
- para endurecer el sebo en la fabricación de velas;
- clarifica todos los líquidos  así como todos los licores, pero les comunica cierto gusto que anuncia su presencia; se hace mucho uso de él para clarificar el azúcar de remolachas en las fábricas de este producto

### En la salud
Antiguamente, el alumbre se administraba de numerosas maneras, como astringente poderoso preconizado en un sinnúmero de enfermedades. Externamente, se usaba contra las excrecencias fungosas, las úlceras, los dolores de las encías, los sabañones, etc. Estos usos se han abandonado, aunque se sigue utilizando como adyuvante en vacunas y como coagulante en sangrado de órganos internos.

### En química
Se usan ampliamente en química en la parte húmeda del proceso de fabricación del papel, por su significativo efecto floculante; en el encolado en masa del papel, para precipitar la colofonia sobre las fibras celulósicas. En la Edad Media, adquirieron un gran valor debido a su utilización para la fijación de tintes en la ropa, entre otros usos.

### Uso cosmético
Uno de los usos más en boga del alumbre de potasio (y no de otros tipos de alumbre) es su uso cosmético como desodorante  natural. Al humedecerse y aplicarse sobre la piel, deja una capa de minerales con efecto bactericida, por lo que elimina el olor de las axilas. 
Contrariamente a lo que puede leerse en algunos sitios, el alumbre no es antitranspirante. Su eficacia como desodorante radica en su efecto bactericida, pues elimina las bacterias que causan el mal olor.
También puede aplicarse en los pies como desodorante y después del afeitado, y de la depilación por rasuración. Para estos usos, se suele presentar este mineral en un formato roll-on, que facilita su aplicación.

### Uso esotérico
Se tiene la creencia de que es un amuleto para el mal de ojo o purificación, la costumbre es o bien tener un trozo pequeño para protección o se puede hacer una especie de limpia con el alumbre y después se quema y se desecha.

### Uso en joyería
Diluido en agua es una excelente opción ecológica alternativa al ácido sulfúrico como decapante. Para un correcto funcionamiento las piezas a decapar deben calentarse dentro del líquido en un recipiente vitrificado o con protección cerámica.

## Producción
Algunos alumbres se presentan en la naturaleza como minerales, siendo el más importante la alunita.
Los alumbres más importantes -potasio, sodio y amonio- se producen industrialmente. Las recetas típicas consisten en combinar sulfato de aluminio y el catión monovalente sulfato. El sulfato de aluminio suele obtenerse tratando con ácido sulfúrico minerales como el esquisto aluminoso, la bauxita y la criolita.: 767 

## Propiedades químicas
Los alumbres a base de aluminio tienen una serie de propiedades químicas comunes. Son solubles en agua, tienen un sabor dulzón, reaccionan como ácidos convirtiendo el indicador de azul tornasol en rojo y cristalizan en octaedros regulares. En los alumbres, cada ion metálico está rodeado por seis moléculas de agua. Cuando se calientan, se licúan y, si se sigue calentando, el agua de cristalización se desprende, la sal forma espuma y se hincha, y al final queda un polvo amorfo[10]: 766 Son astringentes y ácidos.

### Estructura cristalina
Los alúmeros cristalizan en una de tres estructuras cristalinas diferentes. Estas clases se denominan α-, β- y γ-alumbres. Las primeras estructuras cristalinas de rayos X de los alumbres fueron publicadas en 1927 por James M. Cork y Lawrence Bragg, y se utilizaron para desarrollar la técnica de recuperación de fase de sustitución isomorfa.

### Solubilidad
La solubilidad de los distintos alumbres en agua varía enormemente: el alumbre sódico es fácilmente soluble en agua, mientras que los alumbres de cesio y rubidio son poco solubles. Las distintas solubilidades se indican en la tabla siguiente : 767 :
A la temperatura T, se disuelven 100 partes de agua de:
| T      | Alumbre de amonio | Alumbre de potasio | Alumbre de rubidio | Alumbre de cesio |
| ------ | ----------------- | ------------------ | ------------------ | ---------------- |
| 0 °C   | 2.62              | 3.90               | 0.71               | 0.19             |
| 10 °C  | 4.50              | 9.52               | 1.09               | 0.29             |
| 50 °C  | 15.9              | 44.11              | 4.98               | 1.235            |
| 80 °C  | 35.20             | 134.47             | 21.60              | 5.29             |
| 100 °C | 70.83             | 357.48             | ···                | ···              |